# Preț
Sub aspect economic prețul reprezintă reflectarea bănească a valorii bunurilor sau serviciilor, comparate și corelate prin prisma cantității, calității și a altor criterii.
În practica economică se întâlnesc două mari categorii de prețuri: prețuri de aprovizionare (preț de achiziție, preț negociat, preț cu ridicata, preț de import, preț de livrare al importatorului, preț de vânzare al firmei de comerț cu ridicata, prețul bursei) și prețuri de vânzare (prețul de vânzare al producătorilor, al importatorilor, al firmelor de comerț cu ridicata și cu amănuntul).
Nivelul prețului depinde de raportul dintre cerere și ofertă, de gradul de utilitate, de calitatea și accesibilitatea sau raritatea produselor.

### Funcțiile prețurilor
Principalele funcții ale prețurilor sunt: funcția de corelare a ofertei cu cererea, funcția de calcul sau de măsurare a cheltuielilor și rezultatelor, funcția de recuperare a costurilor și de restituire a veniturilor, funcția de stimulare a agenților economici.
Sursa:
Economie comerciala. Teste, aplicatii si studii de caz.
Lector univ.dr. Sorin TOMA, Lector univ. Mihai FELEA, Asistent univ. Andreea SASEANU

### Influența prețului asupra profitului
Prețul influențează direct proporțional marimea profitului. Modul de calcul al profitului este: 
Pr = CA - CT,
unde: Pr = profit, CA = cifra de afaceri, CT = Cost total.
CA = P*Q,
unde: P = preț și Q = volumul producției!